# 'Patafizică

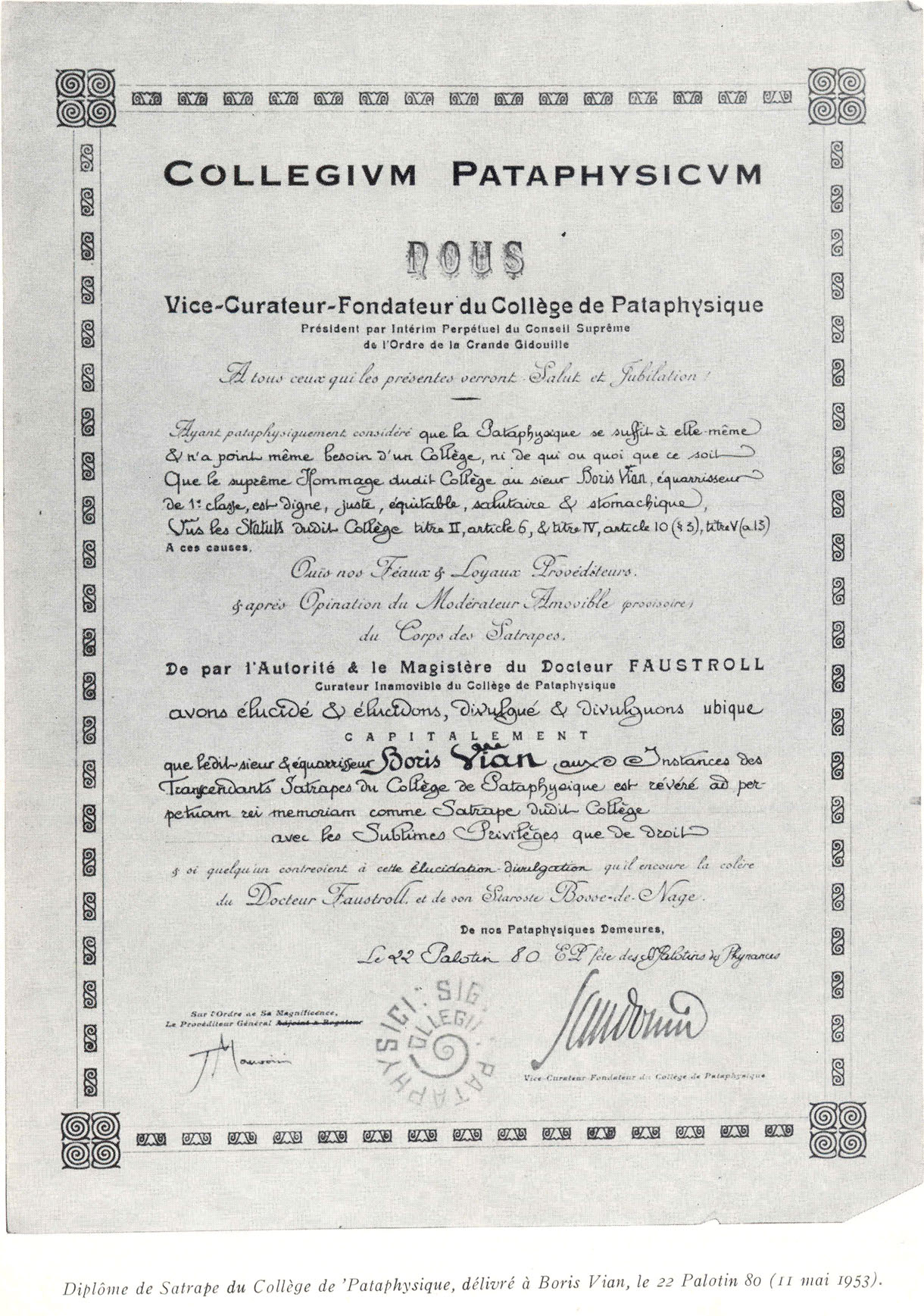
Diploma colegiului Boris Vian, ziua 22, luna palotinie, anul 80.

 'Patafizica apare prima dată ca termen în Gesturile și opiniile doctorului Faustroll, patafizician, carte scrisă de Alfred Jarry în perioada 1897-1898. Ea este apoi definită ca 
„știință a soluțiilor imaginare care acordă simbolic lineamentelor însușirile obiectelor descrise prin virtualitatea lor”
.
 

„Aceste soluții imaginare nu au generalitatea teoriilor științifice. Patafizicianul, mai modest și mai prudent, se mulțumește, așadar,cu "soluții specifice" . Pe de altă parte, în observațiile sale, este interesat de excepții, deoarece anomalia este cea care avansează ideile, potrivit lui Boris Vian, care și-a luat ca deviză o replică din piesa La Belle Aventure de Robert de Flers și Gaston Arman de Caillavet: 
„Mă străduiesc din toată inima să mă gândesc la lucrurile la care cred că toți ceilalți nu se vor gândi.”
Știința soluțiilor imaginare, știința soluțiilor deosebite, știința excepțiilor, atât de multe moduri de a caracteriza 'Patafizica, care poate fi rezumată spunând că " 'Patafizica este Știința". 

## Principiile și modalitatea de exprimare
Un alt mod de a defini 'Patafizica este să ne referim la "principiul echivalenței": toate lucrurile ar fi la fel de frumoase, adevărate, serioase. Pe urmele lui Alfred Jarry, patafizicianul apreciază cele mai neglijate scrieri. Ready-made-urile satrapului Marcel Duchamp dinamitează estetica: 
„cea mai neînsemnată cratiță fabricată în serie ar echivala cu "Nașterea Domnului" a lui Altdorfer”
. „Colegiul” va fi interesat de Arta brută, de ex-voto-uri, de cele mai modeste contururi precum discursurile moralizatoare și sporovăielile politice. Conform Testamentului Primului Vice-Curator al Colegiului,          
„Nimeni nu este mai pozitiv decât patafizicianul: hotărât să plaseze totul pe același plan, este gata să primească și să culeagă totul cu aceeași bunăvoință." Dar textul specifică că aceasta este o atitudine extremă, cea a „patafizicianului total», căruia îi observăm doar forme atenuate. 
"Să nu ne lăsăm induși în eroare: nu este vorba, cum cred naivii care-l iau pe Jarry drept un satiric care denunță activitățile umane și realitatea cosmică; nu este vorba de afișarea unui pesimism persiflant și a unui nihilism coroziv. Dimpotrivă, este vorba de a descoperi armonia perfectă a tuturor lucrurilor și în ea acordul profund al spiritelor (sau al ersatzurilor care le înlocuiesc, nu contează). Pentru unii, este vorba de a face în mod conștient ceea ce toată lumea face inconștient. [. . .] Cel care aruncă o privire mai atentă și care urmărește aceste lucrări pentru un timp, își dă seama treptat că ea corespunde unei imagini de ansamblu și unei psihologii cu totul noi, dincolo de râs și, poate, și de surâs. Jarry era imperturbabil " .

## Etimologie
Literalmente „'patafizică (contracție din pseudo-grecescul τὰ ἐπὶ τὰ μεταφυσικά - tà epì tà metàphusiká - conform titlului "τὰ μετὰ τὰ φυσικά" - "tà metà tà phusiká" - din Metafizica lui Aristotel) înseamnă   "ce este despre metafizică", adică „ceea este despre ceea ce este după fizică" pentru că titlul operei Metafizica însemna inițial "ce este (scris) după (lucrarea) Fizică”. 
Jarry indică faptul că apostroful precedent numelui este folosit pentru „a se evita un calambur facil”, dar poate fi un comentariu plin de umor în tradiția acestei filozofii, deoarece termenul 'patafizică este în sine un punct (paronim) al metafizicii. Având în vedere că apostroful nu influențează nici sensul, nici pronunția „'Patafizică”, acest termen ar fi putut fi creat pentru a aminti în mod specific diverse calambururi. Calambururile posibile în franceză sunt: patte à physique, pas ta physique, pâte à physique (labă a fizicii, nu fizica ta, pastă a fizicii sau pastă de fizică) . 
Mai mult, apostroful este de asemenea folosit pentru a diferenția substantivul 'Patafizică de adjectivul care se referă la patafizică. 
În plus, Jarry fixează originea acestei științe în vremea lui „Ibicrates Geometrul” și a lui „Sophrotatos Armeanul”, doi gânditori greci fictivi. 

## Instituția

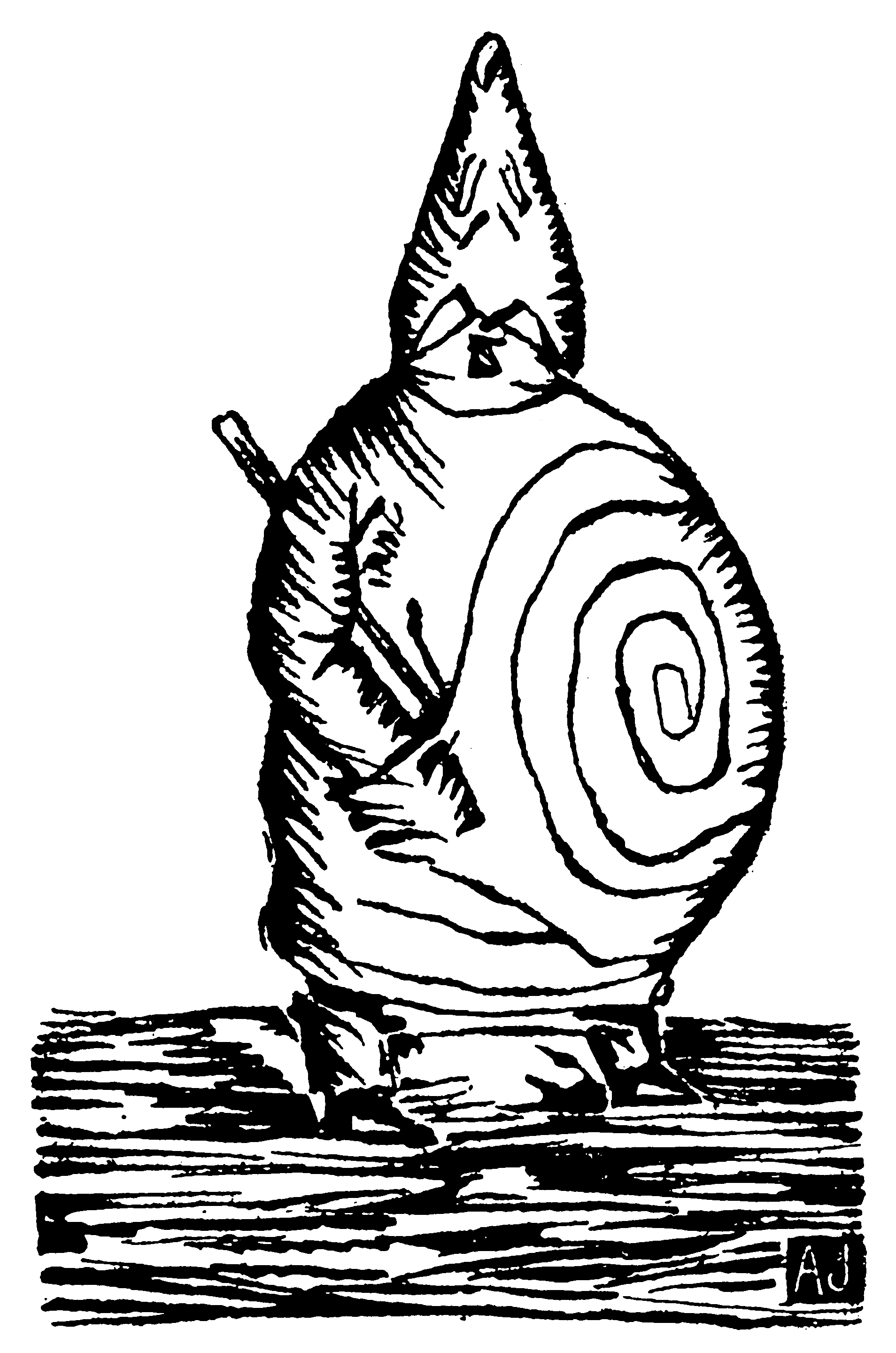
Portret real al lui Monsieur Ubu. Desen de Alfred Jarry.

"Societate de cercetări savante și inutile", Colegiul de 'Patafizică, fondat în 1948, publică o revistă: Viridis Candela (în latină: Lumânarea verde), care include diferite serii. Au apărut, printre altele, primele texte ale lui Ionesco, numeroase lucrări nepublicate ale lui Boris Vian, ale lui Jarry sau ale lui Julien Torma și primele lucrări ale lui Oulipo. 
Primele trei serii ale revistei corespund Colegiului Fondatorilor. Distingem: 
- Caietele Colegiului de 'Patafizică, numerele de la 1 la 28 (din aprilie 1950 până în septembrie 1957)   ;
- Dosarele Colegiului de 'Patafizică, numerele de 1 la 28 noiembrie 1957 până în iunie 1965);
- Subsidia pataphysica (suporturi patofizice) numerele de la 1 la 28 (august 1965 - aprilie 1975).

Din 1975 până în 2000, Colegiul este „ocultat". O organizație de tranziție, Cymbalum Pataphysicum, publică următoarele trei serii: 
- Organografie pentru Cymbalum Pataphysicum, numerele 1- 28 (octombrie 1975 - aprilie 1986);
- Monitoare Cymbalum Pataphysicum, numerele 1-28 (iulie 1986 până în iunie 1993  )   ;
- Expectatorul, numerele de la 28 la 1 (care sunt, de asemenea, de la 29 la 56 ale Monitoarelor) (septembrie 1993  până în iunie 2000).

Din anul 2000, Colegiul a fost dezocultat și publică: 
- Caiete trimestriale ale Colegiului de 'Patafizică, numerele 1 - 28 ( septembrie 2000  până în iunie 2007);
- Corespondentul Colegiului de 'Patafizică, numerele 1 -28 (octombrie 2007 până în iunie 2014).
- Publicistul Colegiului de 'Patafizică (de atunci septembre 2014septembrie 2014).

Membrii Colegiului de 'Patafizică primesc în fiecare an patru numere din Viridis Candela și, în plus, două publicații necomerciale interne, care pot lua cele mai variate forme. Colegiul a publicat, de asemenea, diferite lucrări, în special: 
- Les Très Riches Heures du Collège de ’Pataphysique compilate de Thieri Foulc (Fayard, 2000, 141 de pagini) (Titlul trimite la faimoasele enluminuri ale pictorilor Frații Limburg);
- Cercul Patafiziicienilor (O mie și una de nopți, 2008, 128 de pagini);
- Alfred Jarry: Gesturile și părerile doctorului Faustroll, ediție patafiziciană puternic comentată (Éditions de la Différence, 2010, 493 pagini);
- Jarry în imagini, lucrare coordonată de Thieri Foulc (Le promeneur, Gallimard, 2011, 188 de pagini).

Colegiul dat naștere a numeroase institute străine (în Argentina, Milano, Limburg, Germania, Suedia, Londra, Spania, Napoli, Batavia, China, Quebec, America etc.).